# Jornadas de su Excelencia La Fabada

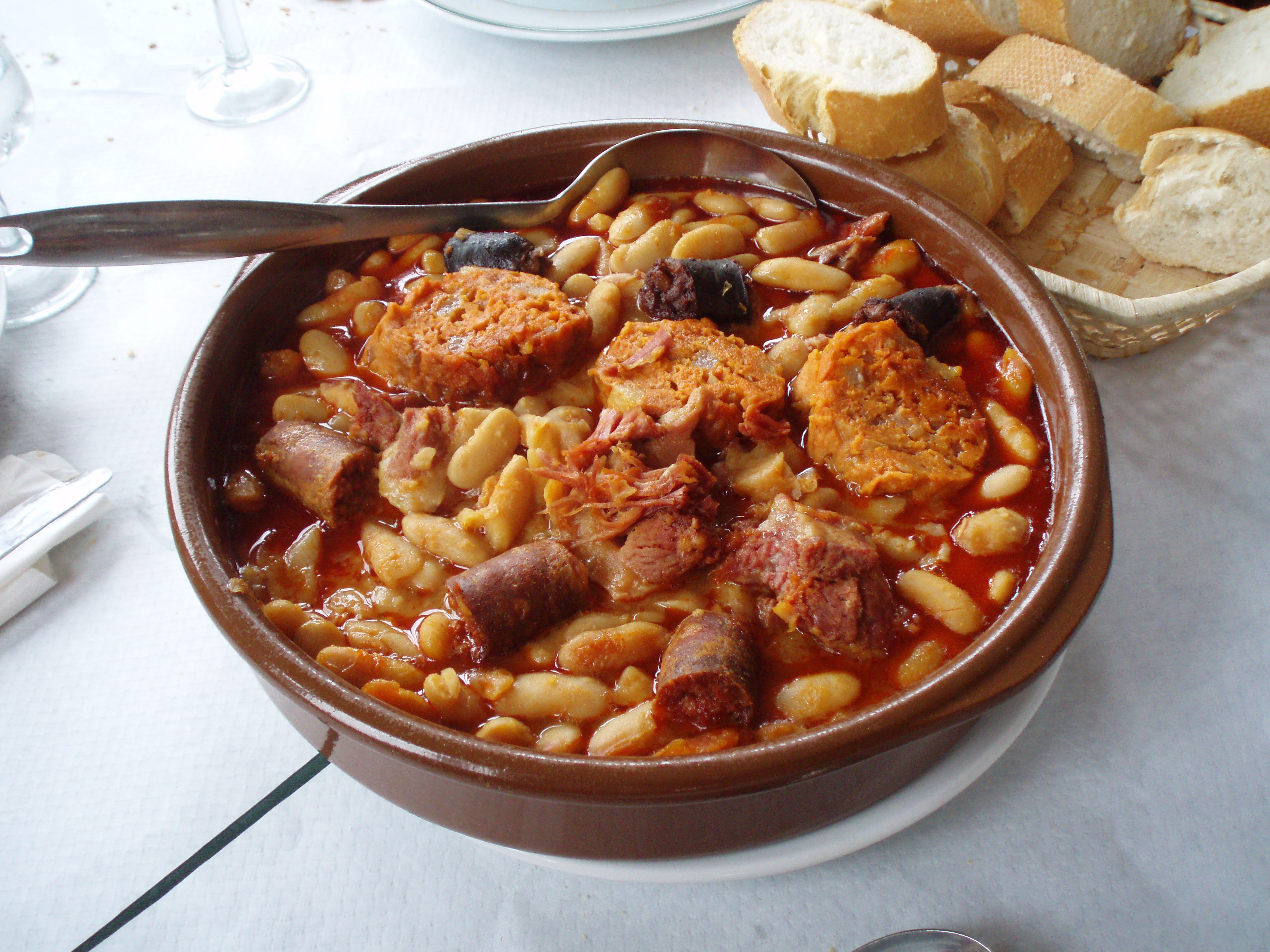
Fabada asturiana

Las Jornadas de su Excelencia La Fabada es una fiesta gastronómica declarada de Interés Turístico Regional, que se celebra cada mes de diciembre en La Felguera, concejo asturiano de Langreo (España). Están dedicadas al plato más conocido de la cocina asturiana, la Fabada. 

## La fiesta
En 1980 surge la idea de realizar unas jornadas gastronómica como homenaje al plato típico de la cocina asturiana, la fabada. Suponía además un impulso económico para la hostelería local coincidiendo con el cierre o traslado de gran parte de la actividad económica-industrial de La Felguera. Rápidamente las jornadas se consolidaron y se celebran de forma ininterrumpida desde ese año, a excepción de 2020. Son organizadas por la Sociedad de Festejos y Cultura de San Pedro, contando con la colaboración anual de comercios, hostelería y ayuntamiento.
Las jornadas comienzan con la lectura de un pregón y la entrega de la Pota de Oro a una personalidad o institución que, de una u otra manera, haya potenciado la actividad gastronómica en Asturias.
Durante las jornadas se celebran el concurso provincial de fabada, en las categorías de profesional, donde participan restaurantes, y aficionados. 
En 2020 las jornadas fueron declaradas Fiesta de Interés Turístico Regional.
En la edición de 2021 y con motivo de la declaración, las fiestas duraron diez días, incluyendo actividades culturales y musicales.

## La Fabada
La fabada como tal tiene su origen en el siglo XVI aunque las primeras referencias escritas datan del siglo XIX. Se trata de un plato de alto contenido calórico formado por la alubia asturiana (la faba o fabes en plural) de la cual existen múltiple variedades, siendo les fabes de la granja la habitual. El plato se cocina con el compango, que incluye varios embutidos como chorizo, morcilla asturiana y tocino, pudiendo añadirse otros embutidos y salazones, además de cebolla, la cual se desecha una vez finalizada la cocción. Para ésta, que dura unas dos horas, se requiere gran cantidad de agua. Se suele acompañar en su preparación de azafrán y laurel. En la presentación, se puede servir con el compango en la misma fabada o por separado. Otras modalidades de fabada son las que usan habas verdinas, marisco (especialmente almejas, más suave que la tradicional) o arroz. 
Debido a que se trata de un plato fuerte, no requiere de postre, aunque en La Felguera se puede completar con casadielles, flan o arroz con leche. 
La fabada, por su sabor y tradición, es considerado uno de los diez platos de la cocina española, siendo habitual en numerosos restaurantes del país, especialmente en los especializados en cocina asturiana, además de encontrarse envasada en superficies comerciales (ya preparada o envasada para ser preparada posteriormente).